# Лопухина, Наталья Фёдоровна
Наталья Фёдоровна Лопухина, урождённая Балк (11 ноября 1699 — 11 марта 1763) — племянница Анны Монс, статс-дама императриц Анны Иоанновны и Елизаветы Петровны, по приказу последней выпорота, лишена языка и сослана в Сибирь.

## Семья
Мать Натальи, Матрёна Монс, была статс-дамой Екатерины I и являлась супругой московского губернатора генерала Фёдора Николаевича Балка (поэтому носила прозвище «Балкша»). Их дочь, Наталья Фёдоровна Лопухина, стала женой морского офицера, впоследствии вице-адмирала и кавалера ордена Святого Александра Невского Степана Васильевича Лопухина, двоюродного брата царицы Евдокии Фёдоровны и любимца Петра I.

## Биография
Ещё девочкой вошла в свиту Екатерины Иоанновны и сопровождала её к супругу в Мекленбург (1716 год). Приблизительно до 1718 года вернулась в Россию, где вышла замуж за Степана Васильевича Лопухина, как указывают, по желанию императора.
Двоюродный брат Лопухин был осуждён по делу царевича Алексея. В 1719 году он проявил неуважение на похоронах цесаревича, торжествующий вид Лопухина и его смех во время богослужения по случаю смерти царевича Петра Петровича стал причиной ссылки с женой и детьми в Кольский острог (ныне город Кола). Наталья последовала за ним и претерпевала всяческие лишения.
По делу брата Виллема Монса, фаворита Екатерины I, (1724) мать Лопухиной Матрёну по приказу Петра I выпороли кнутом и сослали в Тобольск. При вступлении на престол Петра II, потомка Евдокии Лопухиной, положение семьи стало благоприятным. Сенатским указом от 21 июля 1727 года их вернули из ссылки в Петербург. Император допустил Лопухиных ко двору и возвёл Степана Васильевича в звание камергера. При следующих правителях, к которым Лопухина склонялась ещё со времён своей мекленбургской поездки, ей и мужу удалось занять престижное место. Лопухин получает должность кригскомиссара по морской части (указ Сената 11 сентября 1740 года) в ранге вице-адмирала и с правом присутствования в Адмиралтейств-коллегии (указ 2 октября 1740 года). 8-го апреля 1741 года ей дарят имение: отписную Глумовскую волость в Суздальском уезде, её мужа производят в генерал-поручики.
Некоторые авторы объясняют неприязненное отношение к Лопухиной со стороны Елизаветы Петровны тем, что Лопухина была соперницей царицы. Впоследствии, объясняя причины её опалы, современники описали следующий случай:

Однажды Лопухина, славившаяся своею красотой и потому возбуждавшая ревность государыни, вздумала, по легкомыслию ли или в виде бравады, явиться с розой в волосах, тогда как государыня имела такую же розу в причёске. В разгаре бала Елизавета заставила виновную стать на колени, велела подать ножницы, срезала преступную розу вместе с прядью волос, к которой она была прикреплена, и, закатив виновнице две добрые пощёчины, продолжала танцевать. Когда ей сказали, что несчастная Лопухина лишилась чувств, она пожала плечами: «Ништо ей дуре!»— К. Валишевский. Дщерь Петра Великого (1902)
При вступлении на престол Елизавета отправила любовника Лопухиной гофмаршала Рейнгольда фон Левенвольде в ссылку. Чету Лопухиных также арестовали, но вскоре отпустили. Они потеряли свои имения и должности.

### Дело Лопухиных

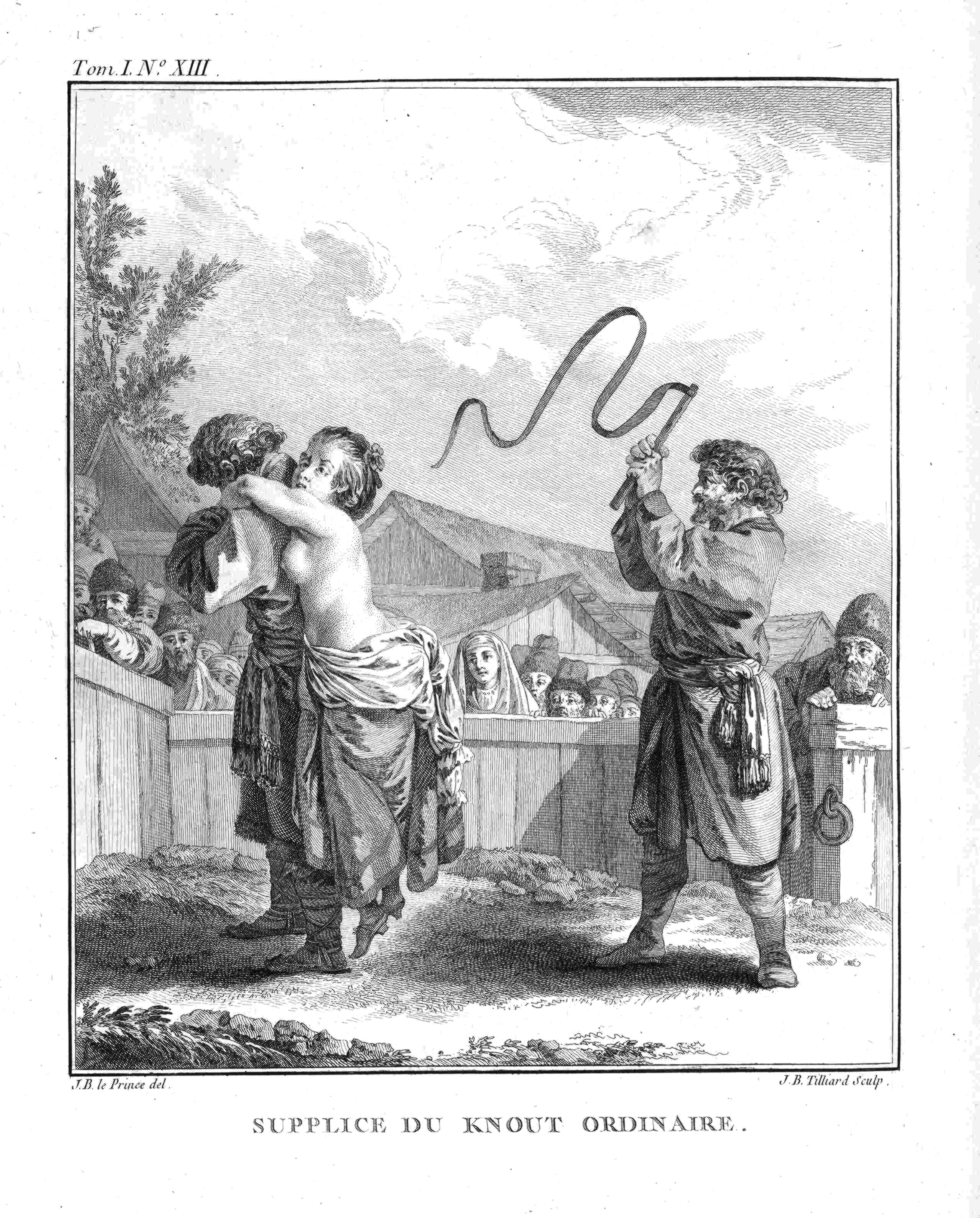
Наказание кнутом Н. Лопухиной. Гравюра Ж.-Б. Лепренса из книги, 1766 год.

В 1743 году семью арестовали снова и обвинили в участии в заговоре «Ботта—Лопухиных», допрашивали и пытали. Вместе с Лопухиными пострадали и подруги Натальи Фёдоровны — графиня Анна Бестужева и баронесса София Лилиенфельд (Одоевская) с мужем. Окончательное решение гласило, что Степан, Наталья и Иван Лопухины «по доброжелательству к принцессе Анне и по дружбе с бывшим обер-маршалом Левенвольдом, составили… замысел…». Приговор гласил: вырвать языки и колесовать, но по царской милости его смягчили на следующее: бить кнутом; вырвать языки, сослать в Сибирь, всё имущество конфисковать. Её дочерей Настасью, Анну и Прасковью сослали в отдалённые деревни.

### Конец опалы
В сибирском городе Селенгинске Лопухина пробыла 20 лет, вернулась в Петербург только после кончины Елизаветы Петровны с воцарением Петра III, похоронив мужа и сына. С трудом, но говорила, потому что часть языка осталась. Умерла в царствование Екатерины II на 64-м году жизни 11 марта 1763 года; похоронена в Спасо-Андрониковом монастыре в Москве.

## Лица, имевшие отношение к делу Лопухиной
Некоторые данные о лицах, имеющих отношение к делу Лопухиной:
- Князь Иван Путятин умер в Кетске или Кетском остроге (место ссылки на реке Кеть на территории нынешней Томской области) 29-го октября 1752 года.
- Александр Зыбин, обер-штер-кригскомисар, также умер в ссылке, в Кузнецке, 20-го июня 1760 года.
- Камергер Лилиенфельд умер в Томске 12-го апреля 1759 года. Его жене, Софии Васильевне, уже имевшей разрешение жить в деревнях, дозволено императрицей Екатериной II, 1-го августа 1762 года, жить в Москве, или где пожелает.
- Графиня Анна Гавриловна Бестужева-Рюмина умерла в Якутске 14-го апреля 1751 года[4]. Её брат отказался возвращаться из Европы в Россию. При Екатерине II в Россию приехал внук, Юрий Александрович.[источник не указан 839 дней]

## В кино
Хитросплетения дела Лопухиной перенесены на телеэкран в четырёхсерийном художественном фильме «Гардемарины, вперёд!», снятом режиссёром Светланой Дружининой в 1987 году.

## Семья
В браке с камергером Степаном Васильевичем Лопухиным (1685—1748) у Натальи Фёдоровны родились дети:
- Иван (1720—1747) — камер-юнкер, умер в ссылке в Охотске.
- Степан (1722—1784) — действительный камергер, был женат на Анне Васильевне Паниной.
- Сергей — гардемарин.
- Авраам (1732—1799) — генерал-поручик, был женат на княжне Анне Алексеевне Юсуповой, у них родился сын Степан.
- Василий (ум. после 1779) — секунд-майор, был женат на Агафье Игнатьевне Григоровой.
- Анастасия (1725—1799), фрейлина, в 1743 году была арестована по делу Лопухиных по подозрению в причастности к заговору австрийского посланника Ботты. Позже вышла замуж за графа Николая Александровича Головина, в браке родила сына Николая.
- Анна (1730—1766), замуж не выходила.
- Прасковья (1734—1810), вышла замуж за князя Ивана Алексеевича Голицына (1729—1767), в браке родила сыновей Алексея и Сергея.
- Екатерина (1737—1780), вышла замуж за графа Ивана Никитича Зотова, в браке родила сына Александра и дочь Анну, ставшими продолжателями рода Зотовых.